# Pseudomyrmex unicolor
Pseudomyrmex unicolor é uma espécie de formiga do género Pseudomyrmex, subfamilia Pseudomyrmecinae. Esta espécie foi descrita cientificamente por Smith em 1855.

## Distribuição
Encontra-se em Bolívia, Brasil, Equador, Guayana Francesa, Guyana, México, Paraguai, Peru e Surinam.